# NGC 6423
NGC 6423 é uma galáxia  localizada na direcção da constelação de Draco. Possui uma declinação de +68° 10' 16" e uma ascensão recta de 17 horas, 36 minutos e 53,2 segundos.
A galáxia NGC 6423 foi descoberta em 1 de Agosto de 1883 por Lewis A. Swift.